# 蒂特
阿德诺尔·莱昂纳多·巴基（葡萄牙語：Adenor Leonardo Bacchi；1961年5月25日—），简称蒂特（葡萄牙語：Tite），巴西職業足球員，司職中場，退役後轉任教練，曾擔任巴西國家足球隊的主教練一職。

## 生涯
蒂特出生於巴西南卡希亞斯一個貧困的農民家庭，三歲時舉家搬到城市，父親在酒廠工作，母親則成為了一名裁縫。
蒂特先後效力過巴西國內的本圖貢薩爾維斯運動足球俱樂部、葡萄牙人、瓜拉尼等球隊。球員生涯並不算成功，27歲時就因7次接受膝蓋手術而退役。

## 教練生涯
1990年，蒂特正式開始執教生涯。
2016年6月，蒂特出任巴西國家足球隊主教練。隨後帶領球隊在世界盃外圍賽取得八連勝，提前四輪晉級2018年世界盃決賽週，最終積41分領先第二名的烏拉圭10分，創造了巴西的世界盃外圍賽歷史最高積分，在南美洲區僅次於2002年積43分的阿根廷。
2017年12月31日，被烏拉圭《民族報》評為南美年度最佳教練。
2018年世界盃，蒂特率隊晉級八強，1/4決賽被比利時2比1淘汰。2018年7月，蒂特與巴西足球協會續約四年至2022年世界盃。
2019年美洲盃，蒂特率隊以僅失一球的戰績奪冠，成為率隊奪得美洲盃、解放者盃和南美盃冠軍的第一人。
2019年7月，進入國際足聯年度最佳教練獎候選人名單。
2022年2月，巴西國家隊主帥蒂特在接受巴西環球體育採訪時確認，2022年世界盃將是他最後一次執教巴西國家隊，之後將離任。
2023年10月开始执教。